# Smardzew
Smardzew es un pueblo de Polonia, en Mazovia.  Se encuentra en el distrito (Gmina) de Radzanów, perteneciente al condado (Powiat) de Białobrzegi. Se encuentra aproximadamente a 7 km al noreste de Radzanów, 7 km al suroeste de Białobrzegi, y a 69 km  al sur de Varsovia. Su población es de 200 habitantes.
Entre 1975 y 1998 perteneció al voivodato de Radom.